# Фріас-де-Альбаррасін
Фріас-де-Альбаррасін (ісп. Frías de Albarracín) — муніципалітет в Іспанії, у складі автономної спільноти Арагон, у провінції Теруель. Населення — 156 осіб (2010).
Муніципалітет розташований на відстані близько 180 км на схід від Мадрида, 43 км на захід від міста Теруель.

## Демографія
Динаміка населення (INE ):